# Heinrich Geissler
Heinrich Geissler (vagy Geißler, teljes nevén:  Johann Heinrich Wilhelm Geißler; Neuhaus am Rennweg, Németország, 1814. május 26. – Bonn, 1879. január 24.) német üvegfúvó, fizikus, a Geissler-cső feltalálója.

## Életpályája
Eredetileg üvegfúvónak készült. 1854-ben telepedett le Bonnban.  Számos találmány fűződik a nevéhez, így a higanyos légszivattyú, a  normál termométer és legfőképpen a Geissler-cső. 

## A Geissler-cső
Ő találta fel a Geissler-csövet. Ez egy olyan légüres üvegcső, amelyben két elektróda található: a katód (negatív elektróda) és az anód (pozitív elektróda). A katódsugarak hatására a cső katóddal szemközti fala zöldes színben fluoreszkál. Katódsugarakat először Geissler-csővel állítottak elő.